# Евангелическая миссия на Борнео
Евангелическая миссия на Борнео (англ. Borneo Evangelical Mission, малайск. Sidang Injil Borneo) — протестантское евангелическое миссионерское общество, действовавшее на севере острова Калимантан в XX веке.

## История
В октябре 1928 года австралийский миссионер Хадсон Саутвелл, сопровождаемый товарищами-миссионерами Фрэнком Дэвидсоном и Кэри Толли, отправились из Мельбурна на борту старого грузового парохода, следовавшего в Сингапур. С ними плыл Александр Хендерсон — пионер торговли пиломатериалами в Юго-Восточной Азии, предложивший свою помощь в основании базы на острове Калимантан (он покинул команду в следующем году). 12 ноября 1928 года Саутвелл и Хендерсон прибыли в Кучинг (Дэвидсон и Толли присоединились к ним позднее).
Раджа Чарльз Вайнер Брук дал разрешение на основание миссии в Сараваке, и порекомендовал начать с округа Лимбанг на северо-востоке острова.
К 1937 году миссионеры уже действовали по всему Севернму Борнео. В 1939 году миссионеры добрались даже до нагорья Келабит в центре острова, но японская оккупация затормозила их деятельность.
В 1948 году в городке Лавас на северо-востоке острова была основана школа по изучению Библии, где готовили учителей и дьяконов, и переводили Библию на местные языки. В 1958 году была основана Евангелическая церковь Борнео.
В 1974 году Евангелическая миссия на Борнео влилась в международную организацию Зарубежное миссионерское братство.